# Groß (preußische Familie)

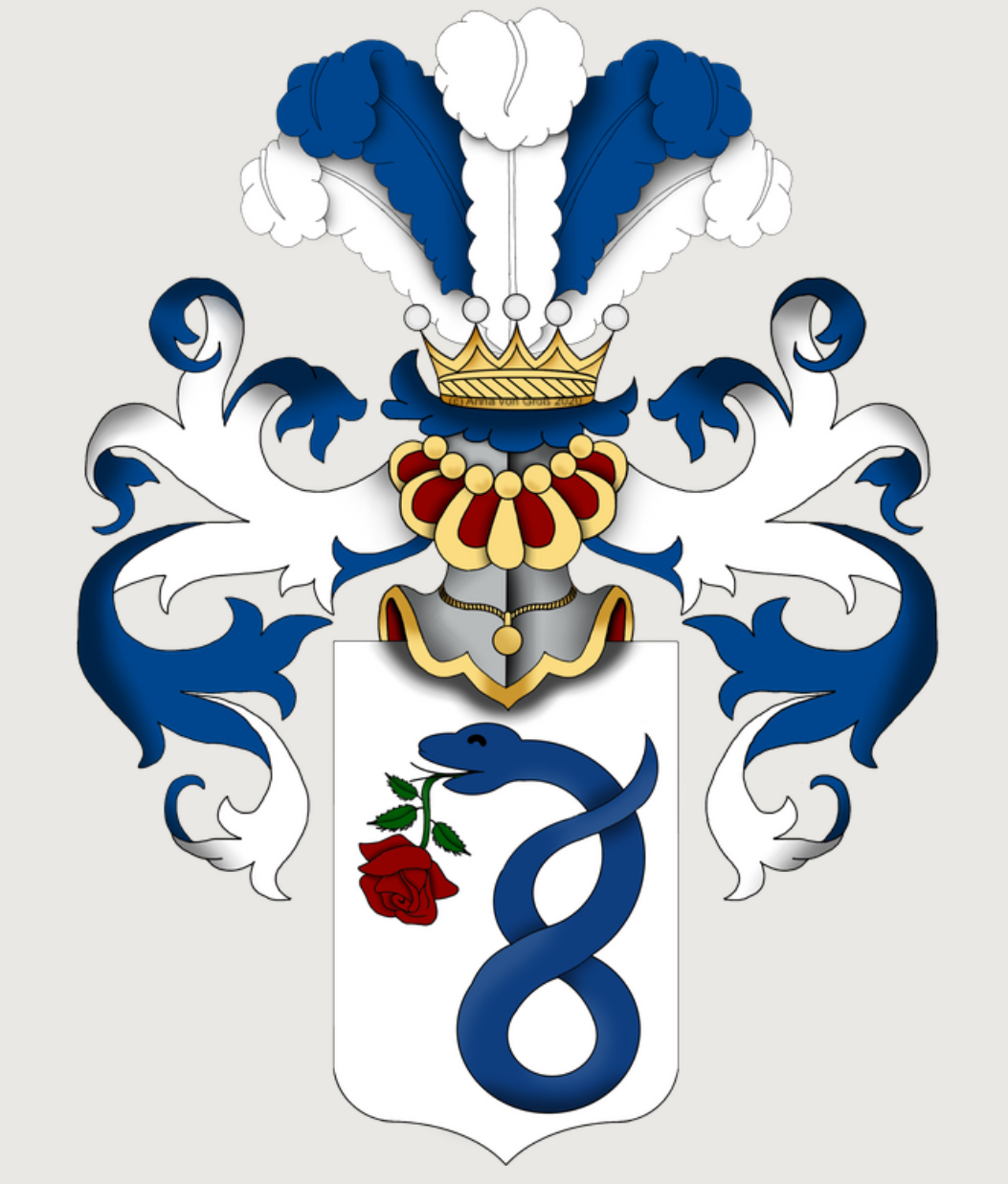
Wappen der preußischen Familie Groß (Zeichnung von Anna von Groß)

Groß ist der Name einer in Teilen geadelten und bis heute bestehenden ostpreußischen Familie.

## Geschichte
Über die Anfänge der evangelischen Familie ist wenig bekannt, 1459 wird ein kurländischer Ritter namens Gerd Groß erstmals urkundlich erwähnt. Diese kurländische Linie starb jedoch schon vor der Matrikelzeit aus. Eine Verbindung zwischen dem preußischen und dem kurländischen Geschlecht ist möglich, jedoch nicht belegbar.
Der erste direkt nachweisbare Vorfahre der preußischen Linie ist Christoph Groß († um 1710), der unter anderem eine Zeit lang Bürgermeister von Lötzen war. Verheiratet war er mit Barbara von Lente. Einen Stammsitz der Familie gab und gibt es nicht, die Nachfahren Christophs waren Herren auf unterschiedlichen Gütern. Sein Enkel Daniel heiratete mit Anna Maria Maletius in eine bedeutende ostpreußische Familie ein.
Am 7. August 1911 wurden sechs Mitglieder, sowie die Nachfahren des bereits 1853 verstorbenen Johann Karl Benno Groß, in den preußischen Adelsstand erhoben. Anderen Familienangehörige wurde der nicht vererbbare Amtsadelstitel verliehen, wobei einige Nachfahren derer den Titel längere Zeit trotzdem weiterführten.
Die Heirat zwischen Karl Ludwig (von) Groß (1785–1842) und Julie Friederike von Schwarzhoff brachte den Namen Schwarzhoff in die Familie. Durch die preußische Namens- und Wappenvereinigung erhielten die drei Kinder Dietrich, Julius und Scipio am 6. Februar 1835 die Berechtigung zum Führen des Nachnamens „von Groß genannt von Schwarzhoff“. Im Mannesstamm ist dieser Ast im Jahre 1901 erloschen.

## Wappen

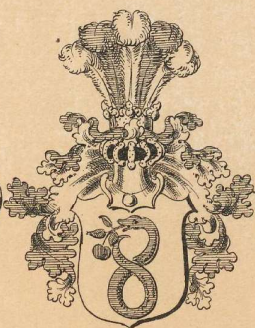
Wappen der ausgestorbenen kurländischen Familie Groß

Ab 1911 übernahm die Familie in abgeänderter Form das Wappen des Kurländischen Geschlechts. Dabei wurde der Apfel durch eine Rose ersetzt. Das ursprüngliche kurländische Wappen wird wie folgt beschrieben:
„In Silber eine pfalweis gestellte, wie eine 8 verschlungene blaue Schlange, im Rachen an grünem Blätterstiel hängend einen rothen Apfel haltend. Auf dem gekrönten Helme 5 Straussfedern silbernblau wechselnd.“
Über das abgeänderte Wappen der Groß‘ wird Folgendes geschrieben:
„In Silber eine aufwärts geringelte, natürliche Schlange mit einer natürlichen, roten Rose an abhängendem, grünen Blätterzweig im Rachen. Auf dem gekrönten Helme mit blau-silbernen Decken fünf natürliche Pfauenfedern.“
Das Wappen mit Apfel wird in einer anderen abgeänderten Form heute noch in Polen verwendet.
Von Groß genannt von Schwarzhoff

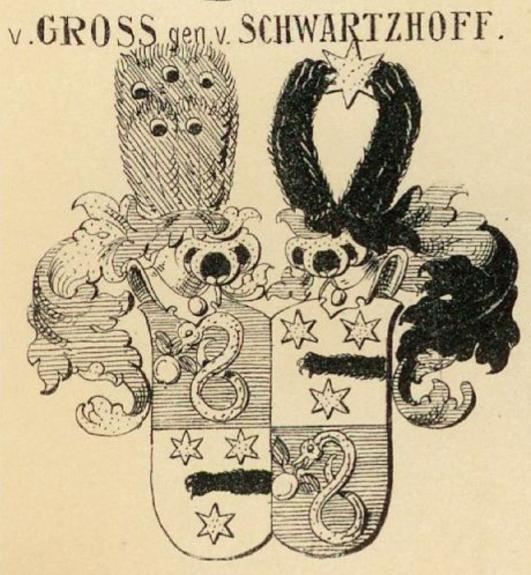
Wappen des von Groß genannt von Schwarzhoff Zweiges

Die Nachfahren des Karl Ludwig (von) Groß verbanden ihr Wappen mit dem der von Schwarzhoffs. Dieses wird wie folgt beschrieben: „Geviert; 1 und 4 in Silber eine aufwärts geringelte, natürliche Schlange mit einer natürlichen, roten Rose an abhängendem, grünen Blätterzweig im Rachen, 2 und 3 (Schwarzhoff) in Blau eine querrechtshin liegende, von drei (2, 1) goldenen Sternen begleitete, natürliche Bärentatze. Zwei gekrönte Helme mit blau-silbernen Decken; auf dem ersten fünf natürliche Pfauenfedern, auf dem zweiten zwei aneinander zugewendete, natürliche Bärentatzen, zwischen denen ein goldener Stern schwebt.“

## Bekannte Familienmitglieder

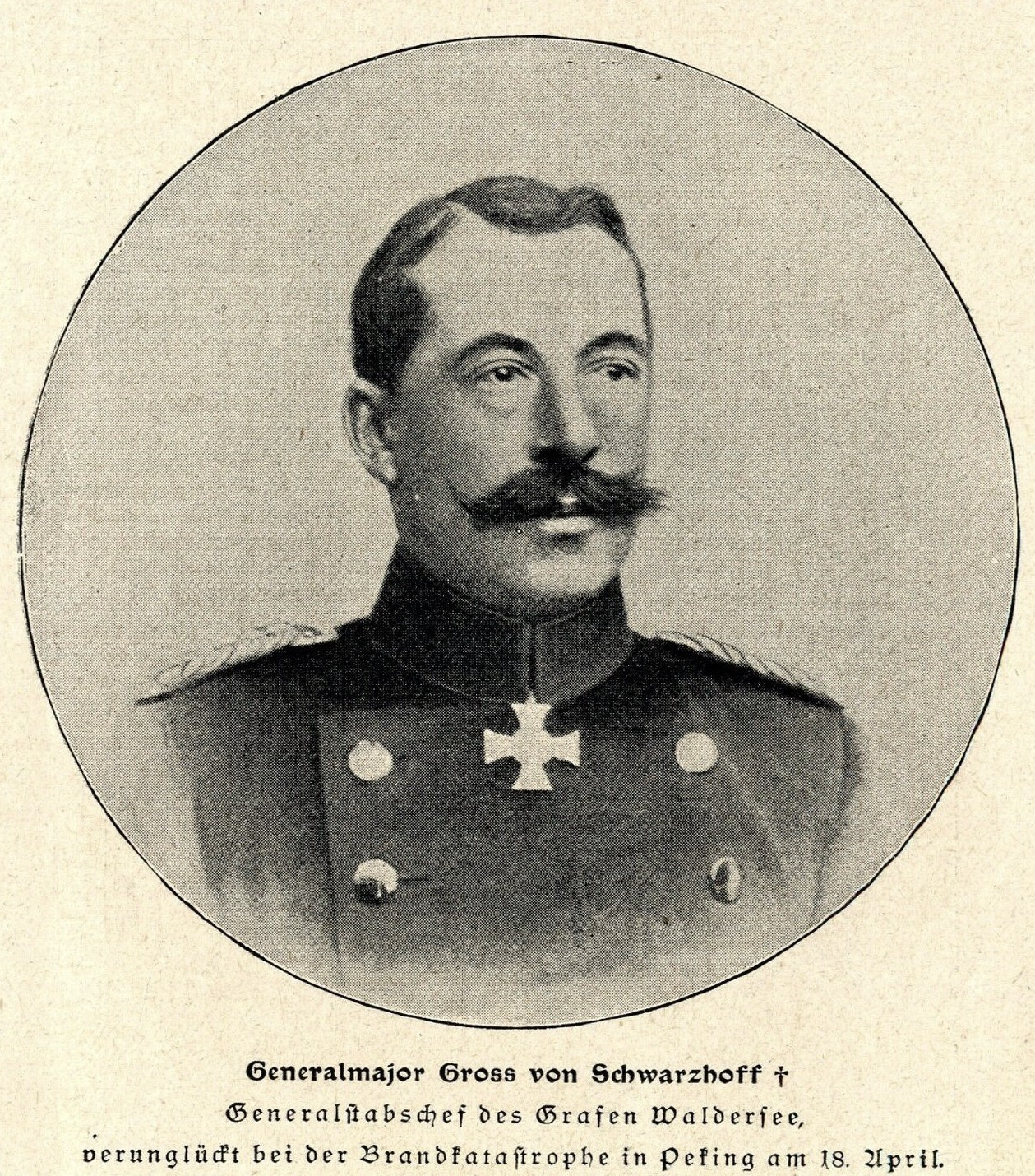
Generalmajor Julius von Groß genannt von Schwarzhoff

Die Familie brachte hohe Beamte und Militärs hervor:
- Dietrich Christoph von Groß genannt von Schwarzhoff (1810–1896), Verwaltungsbeamter und Mitglied des Erfurter Unionsparlaments
- Karl Julius von Groß genannt von Schwarzhoff (1812–1881), preußischer General der Infanterie
- Julius Karl von Groß genannt von Schwarzhoff (1850–1901), preußischer Generalmajor und Chef des Generalstabes des Armeeoberkommandos in Ostasien
- Kurt von Groß (1868–1915), geheimer Regierungsrat im Reichskolonialamt